# Clydebank Football Club
Il Clydebank Football Club, noto anche come Clydebank, è una società calcistica scozzese con sede nella città di Clydebank, partecipante al campionato di calcio scozzese dal 1914 al 1931 e dal 1966 al 2002. Rifondata l'anno successivo a livello amatoriale, dal 2020 milita nel campionato regionale di West of Scotland Football League.

## Storia

### 1914-1931
Nel 1914, anno della sua fondazione, il Clydebank prese parte alla Scottish Division Two. Ottenne il 5º posto, dopodiché la seconda serie fu sospesa a causa della prima guerra mondiale. Fu poi ammesso in Division One per la stagione 1917-18, al fine di mantenere un numero pari di partecipanti dopo il ritiro, alla fine del campionato precedente, di Aberdeen, Dundee e Raith Rovers per difficoltà legate alle trasferte. Concluse la stagione al 9º posto.
Nel campionato 1919-20 arrivò 5°, tuttora il miglior piazzamento in massima serie. Soltanto due anni dopo, tuttavia, fu ultimo e retrocesse. Per quattro anni fece la spola tra le due serie, con due secondi posti in Division Two (1922-23 e 1924-25) e due ultimi posti in Division One (1923-24 e 1925-26). Seguì un terzo posto in Division Two nel 1926-27, poi un progressivo decadimento del club culminò col penultimo posto nel 1931 e lo scioglimento a fine stagione.

### 1966-2002
Dopo un’effimera fusione tra l’East Stirlingshire e gli amatori del Clydebank Junior, nel 1966 venne rifondato il Clydebank F.C., che ripartì dalla Second Division 1966-67. Negli anni successivi fece piazzamenti da medio-bassa classifica, eccetto un quinto posto nel 1970-71. Con la riforma dei campionati, nel 1975 si ritrovò in terza serie, la nuova Second Division, ma in due anni, con una doppia promozione (1° in Second Division e 2° in First Division), riuscì ad approdare in Premier Division.
Ultimo in Premier Division 1977-78 e quindi retrocesso, nella stagione successiva andò vicino a una nuova promozione, arrivando a pari punti col Kilmarnock secondo ma venendo sfavorito dalla peggior differenza reti. Rimase a ridosso della zona promozione anche negli anni successivi, finché nel 1985 fu secondo dietro al Motherwell e salì in massima serie. Nel campionato 1985-1986 arrivò ultimo, ma mantenne la Premier Division per l’allargamento del torneo da 10 a 12 squadre; in Premier Division 1986-87 si classificò al penultimo posto, e questa volta non poté evitare la retrocessione.
Ridiscese dunque in First Division, dove ottenne tre terzi posti consecutivi. Dagli anni novanta invece si allontanò dall’alta classifica fino a retrocedere nel 1997 in Second Division. Tornò in First Division dopo una stagione, ma nel 2000 retrocesse ancora. Disputò infine due campionati di Second Division, classificandosi quinto nel 2000-01 e quarto nel 2001-02; al termine di quest’ultima stagione, condizionato da problemi finanziari, il club cedette il titolo sportivo all’Airdrie United e lasciò i campionati nazionali.

### 2003-oggi
Nel 2003 il Clydebank F.C. fu rifondato per la seconda volta, ma non partecipò più ai tornei della Scottish Football League, iscrivendosi invece alla Scottish Junior Football Association (SJFA), lega che gestisce i campionati amatoriali scozzesi. 
Dal 2020 prende parte alla West of Scotland Football League, campionato regionale di sesta serie della Scozia occidentale.

## Palmarès

### Competizioni nazionali
- Scottish League One: 1

1975-1976

### Competizioni regionali
- Central League Division Two: 1

2003-2004
- West of Scotland Football League: 1

2024-2025

### Altri piazzamenti
- Scottish Championship:

Secondo posto: 1922-1923, 1924-1925, 1976-1977, 1984-1985
Terzo posto: 1926-1927, 1978-1979, 1982-1983, 1987-1988, 1988-1989, 1989-1990
- Scottish League One:

Secondo posto: 1997-1998
- Navy and Army War Fund Shield:

Semifinalista: 1918

## Statistiche e record

### Partecipazione ai campionati
| Livello | Categoria                 | Partecipazioni | Debutto   | Ultima stagione | Totale |
| ------- | ------------------------- | -------------- | --------- | --------------- | ------ |
| 1º      | Scottish Football League  | 4              | 1917-1918 | 1920-1921       | 10     |
| 1º      | Scottish Division One     | 3              | 1921-1922 | 1925-1926       | 10     |
| 1º      | Scottish Premier Division | 3              | 1977-1978 | 1986-1987       | 10     |
| 2º      | Scottish Division Two     | 17             | 1914-1915 | 1974-1975       | 36     |
| 2º      | Scottish First Division   | 19             | 1976-1977 | 1999-2000       | 36     |
| 3º      | Scottish Second Division  | 4              | 1975-1976 | 2001-2002       | 4      |

#### Campionati Semiprofessionistici
| Livello | Categoria                        | Partecipazioni | Debutto   | Ultima stagione | Totale |
| ------- | -------------------------------- | -------------- | --------- | --------------- | ------ |
| 6º      | West of Scotland Football League | 5              | 2020-2021 | 2024-2025       | 5      |